# Dziennik Polski

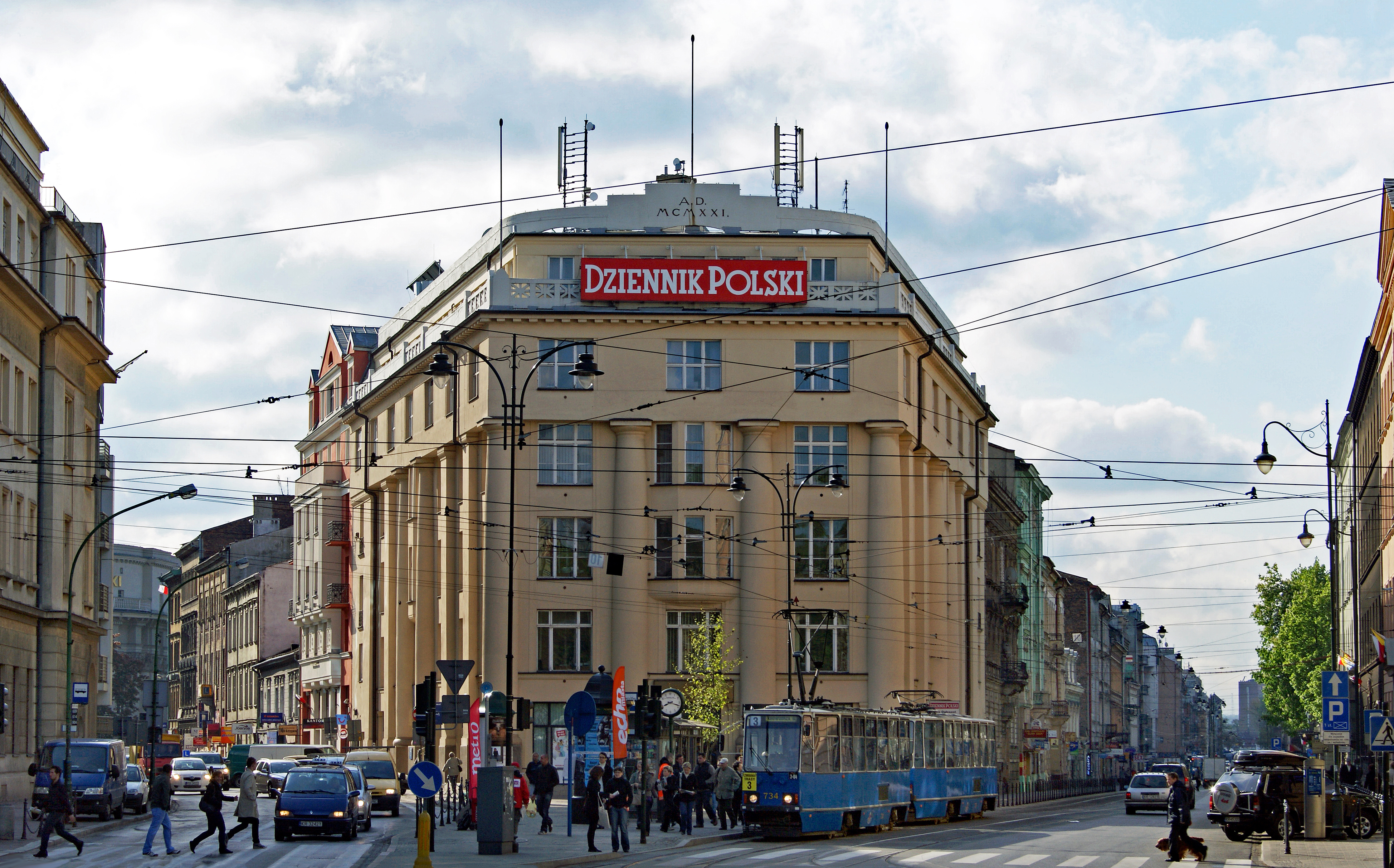
Siedziba dziennika w „Krążowniku Wielopole” (2011)
Kraków ul. Wielopole 1, Pałac Prasy

Dziennik Polski – pismo codzienne wydawane od 4 lutego 1945 przez Spółdzielnię Wydawniczą „Czytelnik”, od 1991 przez Wydawnictwo Jagiellonia SA, od 2011 przez Polska Press sp. z o.o.

## Historia
W 1965 roku Dziennik Polski obchodził 20. rocznicę powstania. Z tej okazji za zgodą obu Rad Narodowych zaplanowano dodatkowe losowanie Lajkonika. Losowanie odbyło się 25 stycznia 1965 roku podczas zorganizowanej w Filharmonii imprezy Parada Przyjaciół. Z tej okazji gazeta publikowała specjalne kupony, które należało starannie wyciąć (po linii) i opłacić kwotą 10 złotych w punktach odbioru Lajkonika. Na kuponach było 28 liczb. Wygrywały kupony z poprawnymi 6, 4 i 5 skreśleniami. Na nagrody przeznaczono połowę dochodów, pozostałe środki wpłacono na fundusz budowy Hali XX-lecia. W losowaniu wzięło udział ponad 66 tysięcy kuponów, a na nagrody przeznaczono ponad 300 tysięcy złotych. Numery wylosował Zdzisław Dudzik, „autentyczny Lajkonik” w stroju tatarskim. W losowaniu była jedna wygrana szóstka, 132 piątki i ponad 3 tysiące czwórek. Zaproponowana przez czytelników Dziennika Polskiego akcja nie podejmowania wypłat za nagrody (nie odebrano ich za 379 wygranych czwórek i 4 piątek) podniosła wysokość wpłaty na rzecz Hali XX-lecia o ponad 13 tysięcy złotych. Całość wpłaty wyniosła 250 tysięcy złotych. Hala nie powstała. W listopadzie 1971 roku podczas dyżuru w ramach akcji Dziś pytanie–jutro odpowiedź zapytał o to jeden z czytelników. W Gazecie Krakowskiej ukazała się odpowiedź na pytanie. Budowa hali nie znalazła się w planach na „najbliższą pięciolatkę”. Wydział Kultury Narodowej m. Krakowa poinformował, że jej rolę częściowo przejmie budowany Dom Kultury (obecnie NCK).
Planowane jako pismo o zasięgu ogólnopolskim, początkowo ograniczono do regionu krakowskiego oraz rzeszowskiego. Obecnie ukazuje się sześć wydań lokalnych na terenie województwa małopolskiego. Do każdego wydania, od poniedziałku do soboty, dołączany jest dodatek tematyczny.
W raporcie Instytutu Monitorowania Mediów z maja 2008 jest najczęściej cytowanym tytułem prasowym z województwa małopolskiego.
Istotne zmiany w strukturze gazety zostały przeprowadzone jesienią 2008 roku przez zespół kierowany przez Tomasza Maciejowskiego (wówczas dyrektora zarządzającego Wydawnictwa Jagiellonia SA) oraz Piotra Legutkę (ówczesnego redaktora naczelnego gazety). Zmiany obejmowały m.in. zamknięcie nierentownych projektów (wydanie niedzielne, edycja podkarpacka), uporządkowanie gazety i ujednolicenie layoutów, wprowadzenie koloru na wszystkie strony, stworzenie czytelnego podziału gazety na sekcje i dodatki tematyczne. Projekt nowego układu został przygotowany przez dyrektora artystycznego Tomasza Bocheńskiego, przy współpracy z Tonym Suttonem, kanadyjskim doradcą ds. mediów, prezesem News Design Associates Inc. Zmiany wsparła intensywna akcja promocyjna na terenie Małopolski, co pozwoliło podtrzymać spadającą wówczas sprzedaż egzemplarzową. Równocześnie wystartował nowy, rozbudowany serwis internetowy „Dziennika Polskiego”.
Nie uchroniło to jednak „Dziennika Polskiego” przed zmianami właścicielskimi. Dotychczasowy wydawca, Wydawnictwo Jagiellonia SA, postanowiło sprzedać tytuł koncernowi Polskapresse, wydawcy m.in. największego konkurenta lokalnego, „Gazety Krakowskiej”. Transakcję zrealizowano w czerwcu 2011 roku. W listopadzie 2011 roku nowy właściciel przeniósł siedzibę redakcji z Pałacu Prasy przy ul. Wielopole 1 do lokalu przy al. Pokoju. W lutym 2012 r. redaktorem naczelnym pisma został Marek Kęskrawiec.